# Hollywood Records
Hollywood Records — американський лейбл звукозапису, заснований 1989 року.

## Історія лейблу
Компанію Hollywood Records було засновано 1989 року як відділення звукозапису Компанії Волта Діснея. Єдиним суттєвим успіхом лейблу за перші десять років існування було придбання прав на видання альбомів рок-гурту Queen в США. Щодо інших підписань, як то гурти The Party , The Brian Setzer Orchestra  та Danzig, вони не виправдали очікувань керівництва. В результаті 1998 року Hollywood Records позбулися близько десяти виконавців, замість цього підписавши контракти із новими артистами. Зокрема, рок-гурт Fastball  та співачка Дженніфер Пейдж, чиї альбоми виходили на лейблі, принесли Hollywood Records суттєві прибутки.
Надалі головними зірками лейблу стали артисти, які здобули популярність завдяки телеканалу Disney Channel. У 2000-ні роки кумирами підлітків стали Майлі Сайрус, Демі Ловато та рок-гурт Jonas Brothers, у 2010-ті роки — Сабріна Карпентер. На початку 2020-х років Hollywood Records входив у склад Disney Music Group  разом з іншим лейблом Walt Disney Records, але якщо на останньому переважно виходили саундтреки до продукції Walt Disney Animation, Disney+, Pixar та Lucasfilm, то на Hollywood Records — записи окремих артистів, а також музика до продукції 20th Century Fox, National Geographic, Hulu, Marvel, ESPN, ABC та інших підприємств.

## Виконавці
Станом на 2024 рік до списку артистів лейблу входять:
- Almost Monday (інші мови)
- Andy Grammer (інші мови)
- Area21 (інші мови)
- Freya Skye (інші мови)
- Joywave (інші мови)
- Kenzie (інші мови)
- Little Image
- New Hope Club (інші мови)
- Софія Карсон
- Tini
- Queen